# 曺奉岩
曺 奉岩（チョ・ボンアム、そう ほうがん、朝鮮語: 조봉암、1899年9月25日または1898年9月 - 1959年7月31日）は、朝鮮の独立運動家、のちに韓国の政治家。本貫は昌寧曺氏、号は竹山（チュクサン、죽산）。社会民主主義者で、第一共和国時代における革新政党である進歩党の委員長を務めた。
妻は活動家の金祚伊。姓の「チョ」は真ん中の部分が曲の「曹」ではなく由の「曺」。

## 経歴
京畿道江華郡（現在の仁川広域市）出身。農業補習学校を卒業し江華郡庁の職員として働くが、三・一独立運動に参加して投獄される。釈放後の1921年に日本へ留学し、正則英語学校を経て中央大学で一年間政治学を学び、朴烈らと共に在日朝鮮人による社会主義団体「黒濤会」を結成した。帰国後、朴憲永と共に朝鮮日報記者を勤めながら新興青年同盟・火曜会などで活動。
モスコワ共産大学2年修了。1925年の朝鮮共産党結成に参加、また同年4月18日には、京城の朴憲永宅に林元根、金泰淵、金燦らと共に集まり、高麗共産青年会の発会式に出席するなど中国や朝鮮で独立運動に身を捧げた。
コミンテルンなどでの活動経験ももち、一国一党主義の原則に従って中国共産党にも所属して活動した。1932年に上海で日本領事館警察に捕らえられ、新義州の刑務所で7年間過ごした。出獄後は金祚伊と結婚し、故郷の江華島で隠居した。
解放後は左翼の立場で運動していたが、1946年5月に朴憲永に公開書簡を送って共産主義路線を批判し、6月に米軍に拘束されると反共の姿勢を鮮明にする。1948年5月10日に南朝鮮単独で行われた制憲議会議員選挙に立候補して当選。選挙後の8月2日には李承晩大統領によって農林部長官に任命されている（翌1949年2月22日まで在任）。その後1950年、第2代国会副議長に選出された。

### 朝鮮戦争以後
朝鮮戦争時に偽りの録音放送をしてソウルから逃げた李承晩と共に渡江派と批判されている。
1952年に行なわれた大統領選挙に立候補するが落選。続く、1956年の大統領選挙では、前回より3倍近い得票を獲得し善戦した。そして、同年11月10日に進歩主義勢力を集合した進歩党を結成し、平和統一をスローガンに李承晩政権に敢然と挑戦するようになった。
これに脅威を感じた李承晩は、第4代国会議員選挙を前にした1958年1月、北朝鮮から選挙資金を受け取っていたとして国家保安法違反容疑で曺奉岩を逮捕し、翌年7月に処刑した（進歩党事件）。民主党など保守系野党も、進歩党を危険視しており、曺奉岩の処刑が政治問題化されることはなかった。当時の韓国の政治評論家は、「最初から赤化統一を公言すればよかったのだ。平和統一などとグレーゾーンを主張するから疑惑を招いたのだ」と酷評した。

## 死後
遺族は朴正煕政権の下でも監視対象者であった。曺奉岩が処刑されてから半世紀近くが経過し、民主化の進展や南北関係の改善などによって、平和統一論など彼の政治路線を再評価する動きが進んでいる。

### 過去史委員会による勧告
2007年9月、大統領直属の機関である“真実・和解のための過去史整理委員会”は、曺奉岩の遺族への謝罪と独立有功者の認定を政府に対して勧告した。また、彼の出身地である仁川市江華郡では、銅像建立など彼を再評価する動きが始まっている。そして、2010年10月29日、大法院は法院行政処長を除く最高裁判事全員による全員合議体（以下合議体）を行い、曺奉岩に対する再審を開始することを決定した。再審の理由として合議体は「違法な捜査により起訴された」されたことをあげ、合わせて「陸軍特務隊が軍人・軍属でもない一般人である曺奉岩を被疑者として捜査する権限がないにもかかわらず、尋問を行った行為は職権乱用に該当し違法である」との見方も示した。
しかし、勧告以後、李明博・朴槿恵政権の時代には再評価の動きがなく、2017年7月31日の命日に文在寅が大統領として初めて追悼の花環を送った。2018年にも大統領追悼の花環が送られた。

### 再審と無罪判決
2011年1月20日、大法院合議体は再審公判で、進歩党の綱領やスパイ容疑など、52年前の大法院法廷で自分たちが有罪と判断した部分を全て覆し、大法院判事13名全員一致で、曺奉岩に無罪判決を言い渡した。大法院は判決の中で「進歩党は社会民主主義を標榜し、資本主義経済の副作用点や矛盾点を指摘し、改善していこうとしたにすぎず、内乱を目的に結成されたとは考えられない。被告人に国家保安法違反を適用した判決はこれ以上維持できない」と述べ、また「北朝鮮の指令を受けスパイ行為をしたと判断できる証拠がない」として、曺奉岩に死刑判決が下される根拠となった容疑について否定した。

### 叙勲
遺族は長年名誉回復を期待し、独立有功者の叙勲を3回申請したものの、国家報勲処は難色を示した。その理由は曺奉岩が1940年ごろに親日疑惑があり、特に朝鮮総督府の機関紙だった1941年12月23日付の『毎日新報』に「仁川西京町に住む曺奉岩氏が国防献金150円を出した」という記事があったためである。そのため、2019年に曺の孫娘はその新聞記事を「断片的」と否定した上、「独立有功者の叙勲はもう申請しない」と表明したが、2023年に国家報勲部長官の朴敏植は曺の農林部長官時代の土地改革などの成果に言及し、叙勲のための再評価の可能性を示した。

## エピソード
長女の夫は映画監督、元韓国芸術文化団体総連合会長の李奉来である。
父の選挙を手伝った後、国会副議長室で秘書として勤めていた長女によると、戦後初期に曺と最も親しい政治家は過去の同志の呂運亨であった。同じ国会副議長であった張沢相とも親しかった一方、韓国民主党、李承晩と金九に対しては否定的である。特に金九は「テロリスト」と呼ぶほど嫌いであった。また、朴憲永への公開書簡は当初に公開する意思はなかったが、米軍が曺の事務所を捜査した後、押収した書類からその手紙を見つけ、軍政庁はそれを潤色した後にマスコミに公開したという。